# Omicidio di Claudio Graziosi

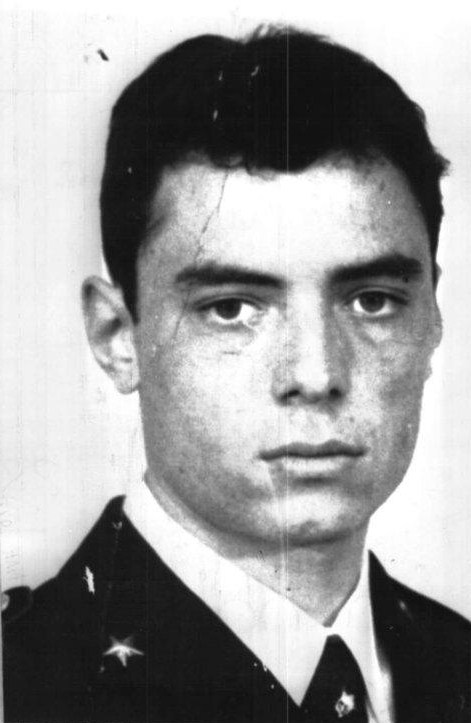
Claudio Graziosi (Roma, 20 giugno 1956 – Roma, 22 marzo 1977)

L'omicidio di Claudio Graziosi, un agente di Polizia italiano, appartenente al IV Reparto Celere Napoli, venne commesso a Roma il 22 marzo 1977 da Antonio Lo Muscio, un militante dei Nuclei Armati Proletari.

## Storia
L'agente di polizia Claudio Graziosi mentre era fuori servizio a bordo di un autobus dell'ATAC a Roma il 22 marzo 1977, riconobbe tra i passeggeri e bloccò la nappista Maria Pia Vianale, evasa da poco dal carcere di Pozzuoli, ordinando all'autista dell'autobus di dirigersi verso il più vicino posto di polizia per l'arresto. Antonio Lo Muscio, appartenente all'organizzazione terroristica dei NAP, lo uccise con una serie di colpi sparati alla schiena e poi i due scapparono. Il 1º luglio 1977 Lo Muscio venne catturato e ucciso a Roma.
A Claudio Graziosi è intitolato il largo antistante la questura di Rieti.